# Mittelmuhr
Mittelmuhr ist ein im 14. Jahrhundert abgegangener Ort im heutigen Gemeindegebiet von Muhr am See im mittelfränkischen Landkreis Weißenburg-Gunzenhausen (Bayern).

## Geschichte
Einst gab es die Ortsteile Altenmuhr, Neuenmuhr und Mittelmuhr. In jedem dieser Orte gab es ein Schloss. Während Schloss Altenmuhr erhalten ist und Schloss Neuenmuhr 1834/35 abgebrochen wurde, verschwand Schloss Mittelmuhr schon Jahrhunderte früher. Mittelmuhr lag südsüdöstlich der St.-Johannis-Kirche von Altenmuhr (heute Muhr am See) und war nur durch einen sehr breiten Acker (Langer Garten) von Altenmuhr getrennt. Um das Schloss lagen einige wenige Höfe. 1584 brannte das Schloss ab. Zuerst wurden nur im Vorhof zwei Holzhäuser aufgebaut, in dem der Besitzer, ein Herr von Lentersheim lebte. Später wurde auf dem von einem Wassergraben umgebenen Burgstall wieder ein Steingebäude errichtet. Der Graben wurde schon sehr früh zugeschüttet, das Gebäude 1952 abgebrochen. In einem Salbuch von 1734, das sich im Staatsarchiv in Nürnberg befindet, wird das Schloss näher beschrieben. Darin befindet sich auch ein Grundriss und ein Lageplan. Nachdem die Linie von Lentersheim-Mittelmuhr ausgestorben war, wurde Mittelmuhr mit Altenmuhr vereinigt. Lange Zeit war Mittelmuhr ganz in Vergessenheit geraten, was den Standort und den Namen betraf. Der Brand von Mittelmuhr spielt auch in Friedrich Schillers Drama Die Räuber eine Rolle.